# 鈴木荘六

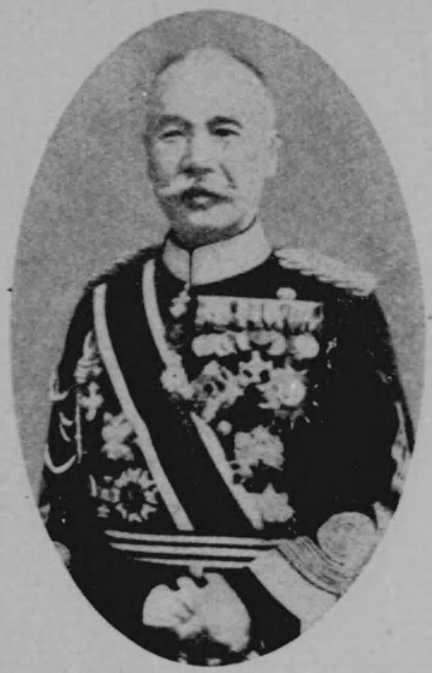
鈴木荘六

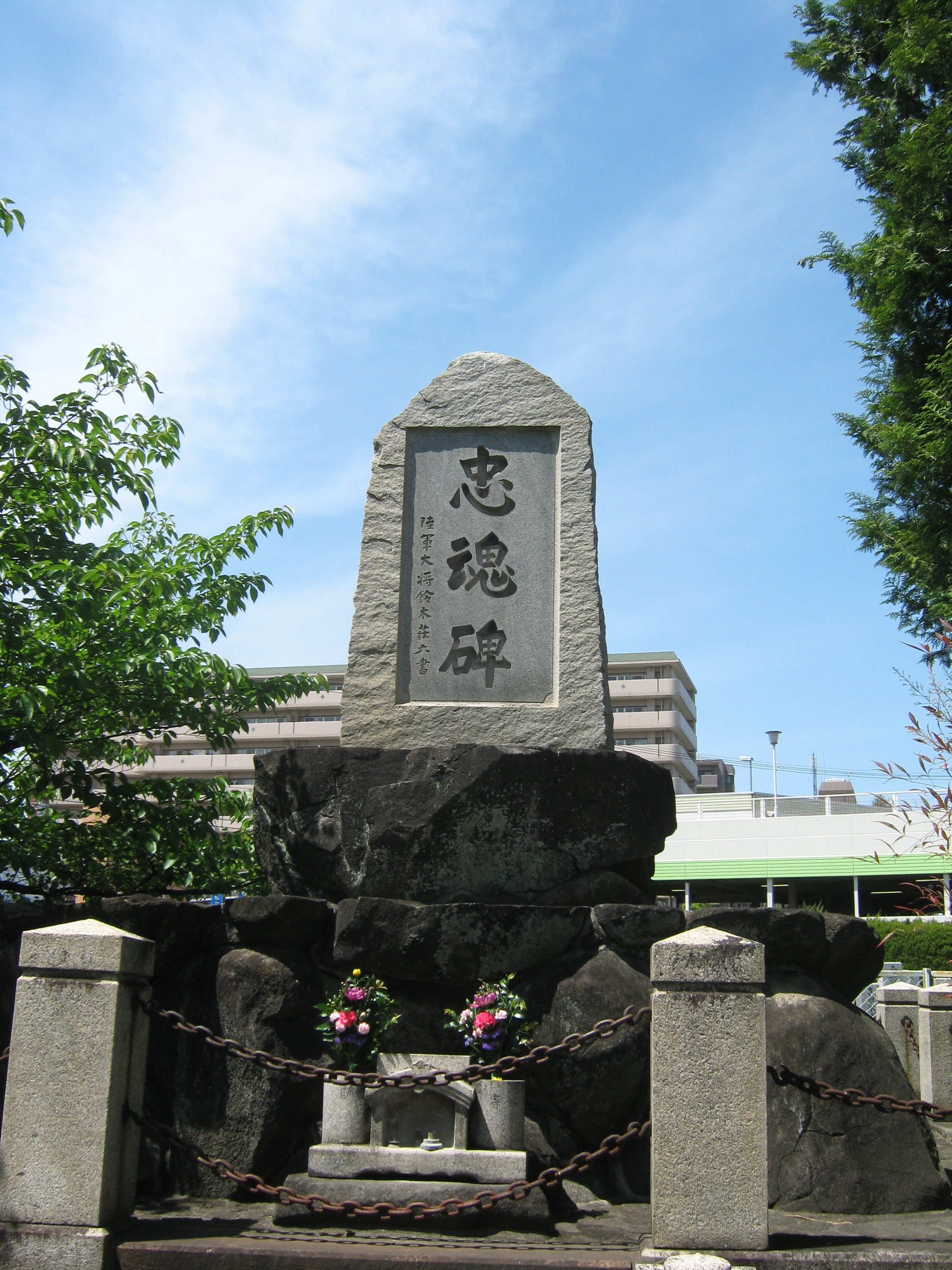
鈴木荘六書による忠魂碑、大阪府枚方市

鈴木荘六書による【義勇奉公碑】埼玉県川越市、川越氷川神社内、西南戦争以降の川越出身の戦没英霊をまつる護国神社。

鈴木 荘六（すずき そうろく、元治2年2月19日（1865年3月16日）- 昭和15年（1940年）2月20日）は、日本陸軍の軍人。陸軍大将正二位勲一等功二級。第4代帝国在郷軍人会長。

## 略年譜
- 1865年（元治2年） - 越後国蒲原郡三条町二ノ町（現・三条市）に鈴木高次の三男として生まれ「庄六」と命名される。
- 三条尋常小学校（現・三条市立三条小学校）在学中に自ら「荘六」と改名。
- 1877年（明治10年） - 三条尋常小学校を卒業し上等科へ進む。
- 1878年（明治11年） - 三条尋常小学校の田島分校の代用教員となる。
- 1879年（明治12年） - 須頃尋常小学校の第3代校長に就任。
- 1880年（明治13年） - 5月、糸屋万平火事により罹災。8月、西蒲原郡峰岡村（現・新潟市西蒲区）の尋常小学校の分校で教鞭を執る。
- 1881年（明治14年） - 新潟師範学校中等師範科（現・新潟大学）に進学。
- 1883年（明治16年） - 新潟師範学校を卒業し、新潟市の尋常小学校に奉職。陸軍士官学校の入学試験に不合格。
- 1884年（明治17年） - 三条尋常小学校の主席訓導に赴任。
- 1886年（明治19年） - 陸軍教導団（下士官養成所）に入るため、渡辺兼二とともに上京。
- 1887年（明治20年） - 教導団を卒業、仙台の砲兵第二連隊付として赴任。

- 1890年（明治23年） - 士官候補生を拝命し騎兵第一大隊に入隊。7月に士官学校を卒業（1期、同期にのちの陸相、白川義則・宇垣一成ら）、 1890年（明治23年）7月29日の官報によると、陸軍士官学校第1期を騎兵科3番/17名で卒業
- 1891年（明治24年）3月 - 騎兵少尉に任官。
- 1891年（明治24年）4月 - 陸軍大学校（12期）に入学。
- 1893年（明治26年）8月 - 森岡正元の娘・竹子と結婚。
- 1894年（明治27年） - 日清戦争勃発により原隊復帰、第四師団付出征。
- 1898年（明治31年） - 善通寺の騎兵連隊中隊長（師団長：乃木希典）を拝命。
- 1900年（明治33年） - 義和団の乱に従軍。
- 1901年（明治34年）11月 - 陸軍騎兵少佐
- 1904年（明治37年） - 日露戦争で奥保鞏陸軍大将の第2軍参謀を務める。
- 日露戦争後、参謀本部員、陸軍大学校の教官を歴任。
- 1914年（大正3年）8月8日 - 陸軍少将、騎兵第三旅団長（盛岡）を命ぜられる。
- 1916年（大正5年）5月2日 - 騎兵実施学校長
- 1918年（大正7年） - 陸軍中将
- 1919年（大正8年） 3月- 第五師団長（広島）を命ぜられる。８月、シベリア出兵に参加。第五師団率いてザバイカル州チタに出征。大胆な戦術により作戦を敢行して出兵目的を遂行。
- 1920年（大正9年）11月 - シベリア出兵の功績により、勲一等旭日大綬章、功二級金鵄勲章。第四師団長（大阪）を拝命。
- 1923年（大正12年）8月 - 台湾軍司令官
- 1924年（大正13年）8月 - 陸軍大将・朝鮮軍司令官
- 1926年（大正15年）3月2日 - 陸軍参謀総長
- 1930年（昭和5年）2月19日 - 陸軍参謀総長退任
- 1930年（昭和5年） - 停年退役・枢密顧問官・勲一等旭日桐花大綬章
- 停年退役後は三条に帰郷し、北新保に居を構える。（旅館三観荘[1]として現存）
- 帝国在郷軍人会会長、大日本武徳会会長を歴任
- 1939年（昭和14年） - 妻竹子死去
- 1940年（昭和15年）2月20日 - 狭心症により76歳で死去、法名芳勲院殿誠忠日荘大居士。三条市葬を執り行い、菩提寺・実盛寺に眠る。

## 栄典
位階
- 1892年（明治25年）2月3日 - 正八位[2][3]
- 1893年（明治26年）12月16日 - 従七位[2][4]
- 1896年（明治29年）5月15日 - 正七位[2][5]
- 1901年（明治34年）8月31日 - 従六位[2][6]
- 1905年（明治38年）4月7日 - 正六位[2][7]
- 1909年（明治42年）6月11日 - 従五位[2][8]
- 1914年（大正3年）7月10日 - 正五位[2][9]
- 1918年（大正7年）8月30日 - 従四位[2][10]
- 1920年（大正9年）9月10日 - 正四位[2][11]
- 1923年（大正12年）11月30日 - 従三位[2][12]
- 1926年（大正15年）12月15日 - 正三位[2][13]
- 1934年（昭和9年）6月1日 - 従二位[2][14]
- 1940年（昭和15年）2月20日 - 正二位[2][15]

勲章等
- 1895年（明治28年）11月18日 - 明治二十七八年従軍記章[2][16]
- 1896年（明治29年）3月30日 - 勲六等単光旭日章[2]
- 1901年（明治34年）10月26日 - 勲五等双光旭日章[2]
- 1902年（明治35年）5月10日 - 明治三十三年従軍記章[2][17]
- 1905年（明治38年）11月30日 - 勲四等瑞宝章[2][18]
- 1906年（明治39年）4月1日 - 功三級金鵄勲章・勲三等旭日中綬章・明治三十七八年従軍記章[2][19]
- 1912年（大正元年）8月1日 - 韓国併合記念章[2]
- 1915年（大正4年）11月10日 - 大礼記念章（大正）[2]
- 1918年（大正7年）6月29日 - 勲二等瑞宝章[2][20]
- 1920年（大正9年）11月1日 - 功二級金鵄勲章・勲一等旭日大綬章[2]・大正三年乃至九年戦役従軍記章[21]
- 1930年（昭和5年）6月16日 - 旭日桐花大綬章[2][22]
- 1934年（昭和9年）4月29日 - 金杯一個・昭和六年乃至九年事変従軍記章[2]

外国勲章佩用允許
- 1904年（明治37年）3月5日 - プロイセン王国：王冠第三等勲章（英語版）[2]
- 1909年（明治42年）12月15日
  - オーストリア＝ハンガリー帝国：鉄冠第二等勲章（英語版）[2]
  - イタリア王国：サンモーリスエラザル第三等勲章[2]
  - フランス共和国：レジオンドヌール勲章オフィシエ[2]
- 1934年（昭和9年）3月1日 - 満州帝国：大満洲国建国功労章[2]

## 人物
- 三条市歴史民俗産業資料館は、1935年（昭和10年）に武道鍛錬の場として「武徳殿」の名称で建設された。建設計画当時、鈴木を顧問とし今井雄七（北海道の百貨店丸井今井2代社長）からの35,000円の寄付をはじめとして市内外の寄付を募り、総工費45,000円かけて竣工した。武徳殿として使われていた頃は前庭に鈴木の胸像が建てられていた。
- 学校、神社など公共の建物のために扁額など多くの揮毫を残し、知己の私的世話や郷土の三条、新潟県の公共事業の推進など寸暇を割いて尽力した。
- 福岡県久留米市南薫町の天満宮鳥居額、拝殿額に手跡がある。

## 著書
- 『遼陽沙河戦史講授録（1～3）』陸軍大学校集会所、1906年（明治39年）。
- 『日露戦争講授録』陸軍大学校、1906年（明治39年）11月。
- 『近江地方ニ於ケル応用戦術講授録』干城堂、1909年（明治42年）5月。

## 資料
- 「鈴木荘六文書」（国文学研究資料館所蔵）